# Pante Macassar

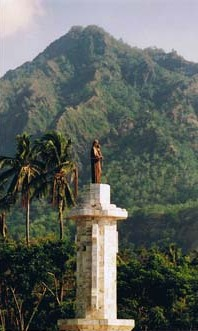
Beeld in Pante Macassar

Pante Macassar (Tetun: Pante Makasar) is de hoofdstad van de exclave Oecusse in Oost-Timor, in het westen van het land. In 2006 had de stad 4.730 inwoners. Pante Macassar ligt aan de Sawuzee.
Tijdens de Portugese bezetting werd de stad ook wel Vila Taveiro genoemd.
De naam van de stad betekent letterlijk Strand van Macassar.